# Черницкий, Александр Михайлович
Алекса́ндр Миха́йлович Черни́цкий (Лейтман) (16 июля 1959 года, Баку — 30 июня 2015 года, Москва) — советский и российский политолог, писатель-публицист. Автор многочисленных работ в периодике и свыше 35 научно-популярных, документальных, художественных книг для детей и взрослых.

## Биография
Сын заведующего кафедрой автоматики и телемеханики Смоленского филиала Московского энергетического института Михаила Борисовича Лейтмана (1937—2002), который впоследствии работал в компаниях США над созданием широкополосного Интернета (воспоминания А. М. Черницкого об отце опубликованы в 2009 в «Живом журнале»: посты «Инволюционная версия», «Воспитание писателя», «Воспитание трудоголика», «Воспитание мужчины», «Воспитание публициста», «Воспитание воли», «Воспитание культуры»).
А. М. Черницкий окончил среднюю школу № 25 в Смоленске (1975), Московский институт тонкой химической технологии (1981). Работал по специальности (инженер-химик-технолог) на производственном объединении «Полимир» (Новополоцк, Беларусь). Без отрыва от производства получил образование журналиста (1984) и психолога (1987).
Читал курс инженерной психологии (англ. human factors) в Институте повышения квалификации руководящих работников Минхимпрома СССР (1986—1989). Вёл социологические исследования по этой дисциплине среди персонала «Полимира» (1986—1988, результаты в журнале «Изобретатель и рационализатор», 1989).
В 1990—1991 был главным редактором информационного бюллетеня «Демократический форум» — одного из первых неформальных изданий в СССР (в 1992 оно трансформировалось в «Новую газету» — печатный орган исполкома г. Новополоцка).
Борясь с монополией КПСС (КПБ) на власть, находился в тактическом союзе с Белорусским народным фронтом, однако критиковал его за национализм, что в середине 1990-х привело к полному разрыву. В кампании по выборам президента Беларуси в 2001 А. М. Черницкий в ряде публикаций поддержал А. Г. Лукашенко в качестве лидера, положившего конец «белорусизации» и не позволившего провести в республике приватизацию по российскому или украинскому образцу. За это националистические силы подвергли А. М. Черницкого остракизму, что, возможно, стало одной из причин переезда в Россию.
В Москве работал заместителем главного редактора федерального общественно-политического журнала, заместителем генерального директора информационно-аналитического агентства, заместителем директора производственной компании по рекламе, заместителем генерального директора PR-агентства. С 2007 — директор Института психологического здоровья.

## Труды и произведения
Первый рассказ получил премию Всесоюзного конкурса (1989). Среди литературных произведений в периодике — рассказы «Время горящих мостов» («Урал» № 7, 1991) и «Подходящее место» («Октябрь» № 12, 1991), повесть «Встреча с папой римским» («Нева» № 3, 1993), эссе «Светит незнакомая дыра» («Урал» № 8-9, 1994), истерн «Мы можем всё» («Новый мир» № 10, 1994), очерки Израиля «Между трёх морей» («Урал» № 5, 1994). Ряд рассказов увидели свет в переводе на белорусский язык, в частности, в минском журнале «Крыніца» — «День рождения мамы» (№ 3, 1993), «Коллаборационист» (№ 10, 1995), «Ниточка» (№ 5, 1998). Известна по крайней мере одна работа самого Черницкого в качестве переводчика: очерки белорусского прозаика и журналиста Винцеся Мудрова «Невядомая Альбанія» изданы на русском языке под названием «Terra incognita посреди Европы» («Урал» № 8, 1996). Также Черницкий стал героем рассказа Мудрова «Вечер в „Президент-отеле“».
Первая книга издана в Германии в переводе на немецкий язык: Butow M. Identifikation. Tschernizki A. Begegnung Mit Dem Papst: Zwei Novellen. — Zeuthen: Irmtraud Carl Verlag, 1996 (в книге две повести — А. Черницкого и будущего лауреата премии Букера М. Бутова).
В издательствах России и Беларуси вышли приключенческие романы А. М. Черницкого (некоторые под псевдонимами — издательскими брендами) «Амулет смерти» (1998), «Чёрный амулет» (1998), «Кровница» (1998), «Боец» (1998, 1999), «Девушка из налоговой» (1999), «Спецназ против ОМОНа» (2000), «Стреляй, брат!» (2002), «Невинная и невиновная» (2003), «За каждым камнем» (2004) и др. Однако бестселлером стало пособие А. М. Черницкого для служб безопасности «Телохранитель: приёмы, средства, критерии пригодности, экипировка и тренинг» (1998, 2000, 2002, 2004), на основе которого автором создан самоучитель для подростков «Книга конкретных пацанов. Выживание в разведке» (2008). Другой бестселлер А. М. Черницкого — учебник «Математика для дошкольников» (2000, 2001, 2004).
В 2009—2010 книги Черницкого не публиковались, что, вероятно, связано с ударом всемирной рецессии по полиграфической отрасли. Первым сочинением, изданным после этого перерыва, стал детектив для школьников «ЧАРСИ» (2011).
С конца 2011 у А. М. Черницкого сложился творческий тандем с В. С. Бирюковым. В соавторстве ими опубликованы десятки статей по темам политологии, геополитики, психологии, воспитания, футурологии, рекламы и др.
А. М. Черницкий активно участвует в организации и освещении круглых столов В. С. Бирюкова, посвящённых модернизации экономики России.
Кроме того, В. С. Бирюков и А. М. Черницкий опубликовали ряд материалов о некоторых выдающихся деятелях 2-й половины XX века из разных стран.
- Основные труды А. М. Черницкого по истории:
  - Падшие звезды террора: 25 биографий. — Ростов-на-Дону: Феникс, 2006. — 480 с. — (Портреты без ретуши). — ISBN 5-222-08612-7.
  - Александр Невский. — Минск: Современный литератор, 2001. — 192 с. — (Исторический роман). — ISBN 985-456-845-8.
  - Воздушное пиратство: самые громкие захваты. — Ростов-на-Дону: Феникс, 2007. — 416 с. — (Портреты без ретуши). — ISBN 5-222-09848-6.
  - Как спасти заложника, или 25 знаменитых освобождений. — Москва: ОЛМА-ПРЕСС, 2003. — 380 с. — (Досье). — ISBN 5-948-49413-6.
  - Мифы народов мира для детей. — Ростов-на-Дону: Феникс, 2007, 2008. — 352 с. — (Мир вашего ребенка). — ISBN 978-5-222-10491-0.
  - История исчезнувших цивилизаций. — Ростов-на-Дону: Феникс, 2007. — 432 с. — (Всемирная история цивилизаций). — ISBN 978-5-222-10492-7.
  - Большой мифологический словарь. — Москва: Гелеос, 2008. — 496 с. — ISBN 978-5-8189-1485-5.
  - Загадка Алатырь-камня / В соавторстве с Е. В. Марининой. — Москва: Э.РА, 2015. — 190 с. — ISBN 978-5-00039-174-7.

- Основные труды А. М. Черницкого по психологии:
  - Тайны психологии. — Минск: Современный литератор, 2001. — 208 с. — ISBN 985-456-864-4.
  - Астральные битвы. — Минск: Современный литератор, 1999. — 448 с. — (Путь воина). — ISBN 985-456-094-5.
  - Секс больше чем жизнь, или Последняя тайна психологии. — СПб.: Невский проспект, 2004. — 352 с. — (Он и она без цензуры). — ISBN 5-94371-452-9.
  - Возвращение Казановы, или Большой SEX. — Москва: АСТ-ПРЕСС КНИГА, 2002. — 528 с. — (Любовь и секс). — ISBN 5-7805-0898-4.
  - Как стать счастливой. — Ростов-на-Дону: Феникс, 2007. — 318 с. — (Психологический практикум). — ISBN 978-5-222-11408-7.
  - Лёгкая психология. — Москва: Гелеос, 2008. — 416 с. — ISBN 978-5-8189-1212-7.
  - Как воспитывать ребенка до детского сада. От 0 до 3 / В соавторстве с В. С. Бирюковым. — Москва: ЭКСМО, 2013. — 224 с. — (Советы опытных отцов). — ISBN 978-5-699-59793-2.
  - Детский сад и подготовка к школе. От 3 до 6 / В соавторстве с В. С. Бирюковым. — Москва: ЭКСМО, 2013. — 192 с. — (Советы опытных отцов). — ISBN 978-5-699-60687-0.
  - Ребенок пошел в школу: чего ждать, что делать, чем помочь. От 7 до 10 / В соавторстве с В. С. Бирюковым. — Москва: ЭКСМО, 2013. — 224 с. — (Советы опытных отцов). — ISBN 978-5-699-66300-2.
  - Как учиться легко. Советы родителям детей от 7 до 10 лет / В соавторстве с В. С. Бирюковым. — Москва: ЭКСМО, 2014. — 224 с. — (Учебник для сознательных родителей). — ISBN 978-5-699-74420-6.

## Культурология
По мнению д-ра Марины Темкиной (автора предисловия к «Легкой психологии»), А. М. Черницкий открыл природу половой ориентации и выдвинул метод её формирования в заданном направлении; «глубинной» причиной взаимонепонимания полов назвал аноргазмию большинства женщин и указал способ её преодоления; скорректировал наследственную теорию шизофрении, показав, что часто наследуется не заболевание, но практика порочного воспитания; предложил концепцию массовизации двойного высшего образования в виде гуманитарной надстройки на естественнонаучной базе.
При этом следует отметить, что взгляды Черницкого на гомосексуальность и формирование сексуальной ориентации являются весьма спорными, а зачастую и откровенно гомофобными. В частности, в статье «Тайная причина депопуляции, или Как перевернуть „русский крест“» он высказывает мнение, что геи являются продуктом неправильного воспитания и доминирования женщин в семье. Это, по его мысли, ведет к тому, что геев и бисексуалов в современном обществе все больше, а скрытые геи из-за невозможности удовлетворить истинную нацеленность своего либидо порой становятся шизофрениками, маньяками, террористами-смертниками и серийными убийцами. Писатель выступает против любой пропаганды гомосексуальности, призывает запретить разводы родителей мальчиков в возрасте до 5—6 лет (воспитание маленьких сыновей одинокими матерями, по его мнению, формирует у них однополую ориентацию) и ввести налог на бездетность (гомосексуалисты априори неспособны к продолжению рода). Но главное, по мысли Черницкого, заключается в том, чтобы сломать механизм «формирования» гомосексуальности, который, по его мнению, заключен в том, что мальчиков в детстве наказывали мамы, а девочек — папы. Якобы именно из-за этого мальчики вырастают геями, а девочки — лесбиянками.
А. М. Черницкий с присущими ему резкостью и безапелляционностью обрушивается на офисный планктон, инфантильных людей, жен-домохозяек, любителей развлечений, подкаблучников, глупцов и, по-видимому, вообще на всех, кто психологически не похож на него самого. На основе этой своего рода мизантропии писатель дает советы специалистам по рекрутитингу.
Новейшую историю Черницкий представляет прежде всего как противостояние гражданского и солидарного обществ (а не Запада и Востока, Севера и Юга или социализма и капитализма). При этом гражданское общество, оно же общество потребления, неизменно выступает в роли агрессора: корпорации заинтересованы не столько даже в природных ресурсах солидарных обществ, сколько в преобразовании их в общества гражданские, что повлечет за собой взлёт потребления. Несомненно, Черницкий симпатизирует солидарным обществам и негативно-презрительно относится к обществам гражданским с их, по его мнению, пороками: тотальной продажностью, шоппингом, политкорректностью, деривативами, квотами на выбросы углекислого газа, учётом каждого гроша, всеобщим доносительством.
Сутью новой русской модернизации Черницкий называет «антиперестройку» — возврат от недостроенного гражданского общества «с его законами волчьей стаи» к солидарному обществу советского типа. Материальной опорой модернизации якобы станет ренационализация добывающей промышленности: «„Газпром“, „Роснефть“, „Лукойл“ и прочие ОАО, сидящие на месторождениях, рудниках, шахтах, должны вернуться под стопроцентный государственный контроль». Впрочем, и в малом бизнесе писатель усматривает главным образом роковые минусы.
Черницкий с заметной ностальгией по СССР и вообще по империи исследует интеграционные и дезинтеграционные тенденции на постсоветском пространстве. Призывает к его воссоединению и критикует российскую оппозицию за отсутствие интереса к данной теме. Ряд текстов Черницкого посвящён сохранению целостности России, которой, по его мнению, с легкостью пожертвует антипутинская оппозиция ради захвата власти. В марте 2014 с ликованием и антизападной риторикой встретил и оправдал аннексию Крыма Россией.
Во время панарабской революции 2011 призвал немусульманские цивилизации максимально размежеваться с миром ислама, в том числе полностью отказавшись от вмешательства в его внутренние дела. Черницкий резко осудил поддержку Западом переворотов в арабских странах и интервенцию международной коалиции в Ливию, предсказав, что дестабилизация государств Северной Африки и Ближнего Востока обернется отнюдь не «демократизацией», но всплеском исламизма и, соответственно, терроризма.
В ряде публикаций Черницкий высказывает достаточно радикальные культурологические взгляды, напоминающие футуризм: «Во всем „прекрасном“ — театре, опере, мюзикле, поэзии, высокой прозе, живописи — я не видел ничего, кроме скуки. Первый опыт отвращения к театру я приобрел в родном Баку на каких-то детских спектаклях».
Подобное отношение объясняет тем, что массовая культура безнадежно отстала от технологического уровня развития общества: «Сегодня одной ногой человечество вступило в цифровую эпоху, а другая нога осталась в эпохе гужевой, словно застряла в стремени». С этой же точки зрения архаикой стали военные парады («вооруженное фиглярство»), транспортировка олимпийского огня («разнузданный разгул язычества»), аплодисменты, рукопожатия и т. п.
«Выпадение общества из культурного подпространства, имевшее место на протяжении XX столетия, — тяжелейшее изо всех противоречий, которые знавало человечество», — говорится в упомянутом выше эссе «Светит незнакомая дыра».
А. М. Черницкий выступает за некое «Новое просвещение», которое «должно остановить духовную колонизацию общества попсой, чтобы вернуть его затем в рамки современной культуры».

## Семья
В изданной в Германии в 1996 книге Zwei Novellen говорится, что Черницкий родился в 1965 и является отцом двоих сыновей. Однако судя по Родоводу, у него в ту пору имелись не сыновья, а дочери (1981 и 1987 годов рождения).
По-видимому, источником ошибки стало отождествление автора с героем его переведенной на немецкий язык повести («Встреча с папой римским»), у которого два сына.
В 2003 у Черницкого родилась третья дочь, а в 2009 — сын.